# Piedra del Cocuy

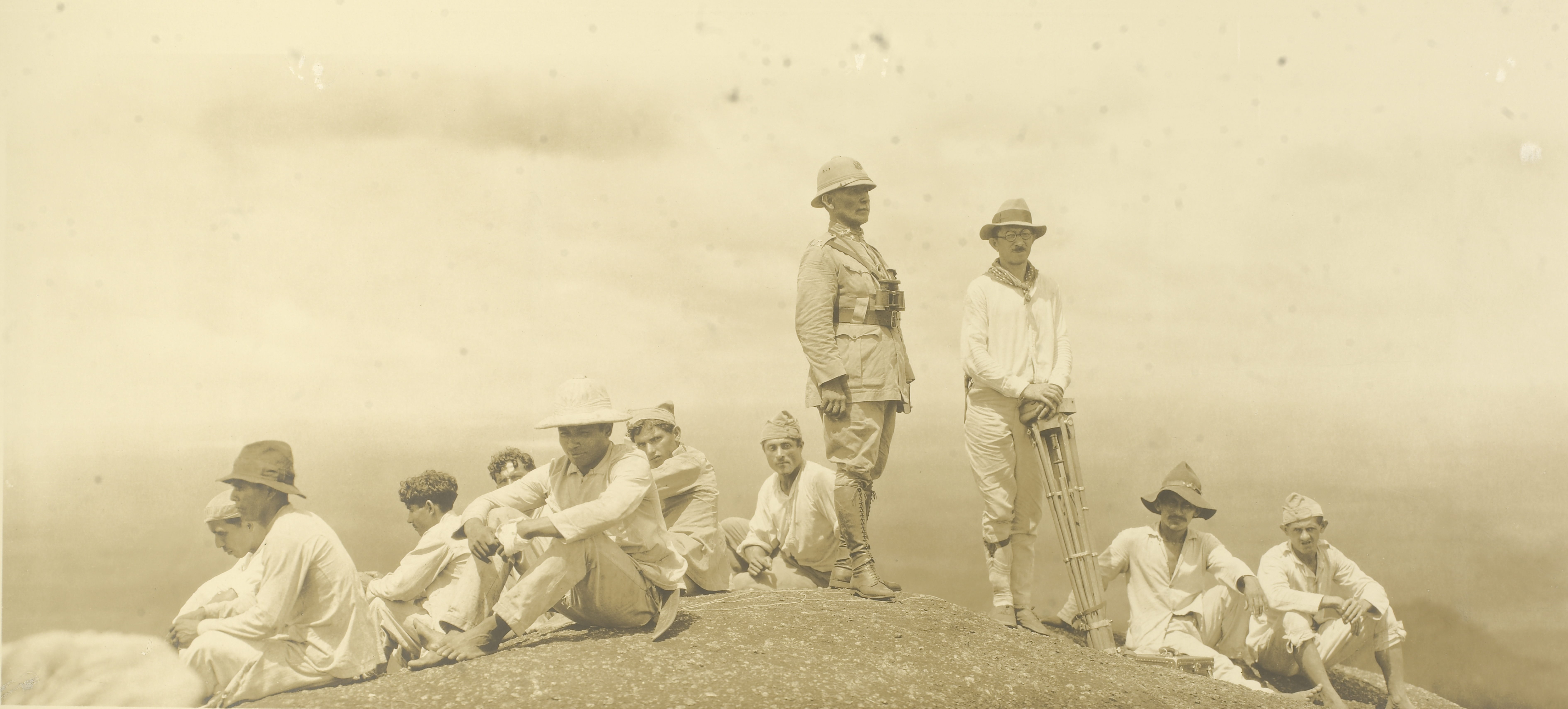
Mariscal Cândido Rondon y su equipo en la cima de la Piedra del Cocuy. Expedición de la Comisión de Inspección de fronteras (1929-1930).

La Piedra del Cocuy (en portugués: Pedra do Cucuí) es una formación de roca ígnea intrusiva con características geológicas propias de un domo de exfoliación, cuya edad geológica tiene orígenes que se remontan al Precámbrico. Se encuentra dentro del área protegida por el Monumento natural Piedra del Cocuy y se eleva unos 400 metros sobre el área circundante, confiriéndole las características de un cerro testigo. Dicha singularidad, que la hace destacar sobre la penillanura, es más notoria debido a que su cima está constituida por tres picachos casi verticales. Sobre esta roca se ha desarrollado una leyenda mitológica entre los habitantes de la etnia Baré. La primera ascensión a este cerro de la Piedra del Cocuy corresponde a Bassett Maguire en 1953 ( (enlace roto disponible en Internet Archive; véase el historial, la primera versión y la última).).

## Cerca de un Punto trifínio
La singularidad de esta formación (por su ubicación geográfica), radica principalmente en que, muy cerca de esta, convergen las fronteras de tres países sudamericanos (Venezuela, Colombia y Brasil), lo que hace de la Piedra de Cocuy un punto referencial muy relevante para la geografía de los tres países, aunque se encuentra enteramente en territorio venezolano. ().

## Ubicación
Se encuentra en el municipio Río Negro del estado Amazonas, al sur de Venezuela (1°14′8″N 66°49′10″O / 1.23556, -66.81944), cerca del punto de convergencia de las fronteras de Venezuela, Colombia y Brasil. Aunque en muchos textos de geografía se cita a la enorme Piedra del Cocuy como el punto trifinio, lo cierto es que este relieve granítico —de composición similar al morro de Pan de Azúcar en Río de Janeiro— se encuentra completamente en territorio venezolano. El verdadero punto trifinio se encuentra 6 kilómetros al oeste, en la cercana isla de San José, sobre el río Negro.] [

## Poblados cercanos
En territorio venezolano, el lugar más cercano es la base de San Simón del Cocuy, distante unos 2 km. En la ribera colombiana del río Negro se encuentra La Guadalupe, justo frente al punto trifinio. Por el lado brasilero, la población de Cucuí se halla unos 5 km al sur. Esta última es la única de las tres que tiene conexión terrestre a través de la carretera BR-307, que la une con la ciudad de São Gabriel da Cachoeira.

## Acceso
Su acceso por vía terrestre resulta impracticable, siendo el acceso fluvial el más seguro y confiable. Éste se realiza siguiendo el curso del río Negro, desde San Carlos de Río Negro. También es posible el acceso por vía aérea en helicóptero, desde los aeródromos situados en San Simón del Cocuy o San Carlos de río Negro.